# Vickers Type 161
Vickers Type 161 là một loại máy bay tiêm kích đánh chặn hai tầng cánh của Anh trong thập niên 1930.

## Tính năng kỹ chiến thuật
Dữ liệu lấy từ Andrews 1988 p.254
Đặc điểm tổng quát
- Kíp lái: 1
- Chiều dài: 23 ft 6 in (7.16 m)
- Sải cánh: 32 ft 0 in (9.75 m)
- Chiều cao: 12 ft 4 in (3.76 m)
- Diện tích cánh: 270 ft2 (25.1 m2)
- Trọng lượng rỗng: 2.318 lb (1.051 kg)
- Trọng lượng có tải: 3.350 lb (1.520 kg)
- Động cơ: 1 × Bristol Jupiter VIIF, 530 hp (395 kW)

Hiệu suất bay
- Vận tốc cực đại: (trên độ cao 10.000 ft, 3.048 m) 185 mph (298 km/h)
- Vận tốc lên cao: (trên độ cao 10.000 ft, 3.048 m) ft/min (8,76 m/s)

Vũ khí trang bị
- 1× pháo tự động COW 37 mm (1.46 in)